# Lipovitan

Eine Dose Lipovitan B³

Lipovitan (bzw. die Kurzform Livita oder in Thailand Livo) ist ein von dem japanischen Pharmaunternehmen Taisho Pharmaceutical Co., Ltd. (大正製薬株式会社 „Taishō Seiyaku Kabushiki-gaisha“) lizenzierter Energydrink.
Lipovitan-D, M-150 und andere Marken sind Ableger des schon in den 1960ern existierenden Lipovitan. Lipovitan wird in englischsprachigen Ländern unter dem Namen Libogen gehandelt.
In Ostasien wird es üblicherweise in braunen 100-ml-Flaschen verkauft. Die Flüssigkeit hat einen gelblichen Farbton und wird als Mittel zur physischen und mentalen Leistungssteigerung vermarktet. Der Hauptwirkstoff ist Taurin. Es gibt eine komplette Produktfamilie namens Lipovitan in Japan. Stärkere Varianten wie Lipovitan D Super oder Lipovitan-D Plus (in Thailand) übertreffen den Gehalt der Inhaltsstoffe von Red Bull beispielsweise mit 2000 mg Taurin und 300 mg Arginin pro 100 ml eindeutig.
Gesundheitsbehörden verschiedener Länder warnen vor der Einnahme dieser stärkeren Produkte. Die Warnung betrifft nicht nur die Schädlichkeit des extrem hohen Zuckergehalts, sondern auch die Gefahr, dass die aufputschende Wirkung bei Herz- und Kreislauferkrankten zum Tode führen kann. In Thailand wurden extrem starke Produkte daher schon verboten.

## Inhaltsstoffe
Mengenangaben pro 100 ml:
- Zucker: 18 g
- Taurin: 1 g
- Citronensäure: 0,5 g
- Glucuronolacton: 0,4 g
- Coffein: 50 mg
- Inositol: 50 mg
- Niacinamid: 20 mg
- Pantothenol: 5 mg
- Pyridoxinhydrochlorid: 5 mg
- Cyanocobalamin: 0,05 mg